# Gyrinus chalybeus
Gyrinus chalybeus là một loài bọ cánh cứng trong họ van Gyrinidae. Loài này được Sturm miêu tả khoa học năm 1843.